# Veibri
Veibri is een plaats in de Estlandse gemeente Luunja, provincie Tartumaa. De plaats heeft ondanks het voor Estland hoge aantal inwoners de status van dorp (Estisch: küla).
De plaats ligt aan de rivier Emajõgi.

## Bevolking
De ontwikkeling van het aantal inwoners blijkt uit het volgende staatje:
| Jaar            | 2000 | 2009 | 2011 | 2017 | 2019 | 2020 | 2021 |
| --------------- | ---- | ---- | ---- | ---- | ---- | ---- | ---- |
| Aantal inwoners | 55   | 331  | 824  | 627  | 860  | 984  | 1073 |